# Berry Kroeger
Berry Kroeger (San Antonio, 16 ottobre 1912 – Los Angeles, 4 gennaio 1991) è stato un attore statunitense.

## Filmografia parziale

### Cinema
- Il sipario di ferro (The Iron Curtain), regia di William A. Wellman (1948)
- L'urlo della città (Cry of the City), regia di Robert Siodmak (1948)
- Atto di violenza (Act of Violence), regia di Fred Zinnemann (1949)
- Cagliostro (Black Magic), regia di Gregory Ratoff (1949)
- La sanguinaria (Deadly Is the Female), regia di Joseph H. Lewis (1950)
- Oceano rosso (Blood Alley), regia di William A. Wellman (1955)
- Atlantide, il continente perduto (Atlantis, the Lost Continent), regia di George Pal (1961)
- Viaggiatori del tempo (The Time Travelers), regia di Ib Melchior (1964)

### Televisione
- Lights Out – serie TV, episodi 3x23-3x32-4x43 (1951-1952)
- Man with a Camera – serie TV, episodio 1x02 (1958)
- L'uomo ombra (The Thin Man) – serie TV, episodio 1x26 (1958)
- Mr. Lucky – serie TV, episodio 1x07 (1959)
- Peter Gunn – serie TV, episodio 1x34 (1959)
- The Chevy Mystery Show – serie TV, 4 episodi (1960)
- Tightrope – serie TV, episodio 1x34 (1960)
- Surfside 6 – serie TV, episodio 1x15 (1961)
- The Americans – serie TV, episodio 1x09 (1961)
- Pete and Gladys – serie TV, episodio 2x25 (1962)
- Garrison Commando (Garrison's Gorillas) – serie TV, episodio 1x03 (1967)